# Gualterio II Grenier
Gualterio II de Grenier (en francés: Gautier, murió entre 1189/1191) fue el señor de Cesarea, que sucedió a su hermano mayor, Guido, entre 1176 y 1191. La fecha de su nacimiento es desconocida. Sus padres, Hugo Grenier e Isabel de Gothman, son registrados como marido y mujer en cinco cartas entre 1160 y 1166.
Gualterio y Guido fueron testigos de una carta del rey Amalarico I en julio de 1174. No es mencionado en ninguna fuente antes de 1182, momento en el cual ya era señor de Cesarea. Ese año, con el consentimiento de su hermana, Juliana, y su marido, Guido de Beirut, vendió el casale de Galilea, cerca de Cesarea, a la orden militar del Hospital por 5000 besantes. Este acto fue redactado por el canciller real, el arzobispo Guillermo de Tiro, en la Haute Cour de Jerusalén y fue presenciado por los hombres de más alto rango en el reino: el rey Balduino IV, Balduino II de Ramla (el padrastro de Gualterio), Balián de Ibelín, Guido de Jaffa y el condestable, Emerico de Lusignan. El rey confirmó posteriormente esta venta el 14 de noviembre en Acre.
Gualterio se alineó con su padrastro y el partido de los barones durante los conflictos del reinado de Balduino IV. Cuando Guido, conde de Jaffa y recién nombrado bailío del reino, dirigió un ejército a las Pozas de Goliath cerca de Bethsan para hacer frente a un ejército invasor bajo Saladino, la parte señorial, incluyendo a Gualterio, rehusó combatir bajo sus órdenes. En julio de 1187, Gualterio era uno de los barones, junto con el conde Raimundo III de Trípoli, el conde Joscelino III de Edesa, Reinaldo de Sidón y Raimundo de Gibelet-que negociaron un tratado con Génova para defender la ciudad de Tiro contra Saladino. Después que Conrado de Montferrato llegó a Tiro, Gualterio permaneció participando en la defensa de la ciudad. Fue testigo de cinco de los actos de Conrado entre octubre de 1187 y mayo de 1188. En ese momento, todo el señorío de Cesarea estaba en manos de los conquistadores.
Gualterio posteriormente se dirigió a participar en el sitio de Acre (28 de agosto de 1189 - 12 de julio de 1191), donde murió. El Lignages d'Outremer afirma que «Gualterio fue muerto en la recuperación de Acre» (Gautier fu occis ou recouvrer d'Acre), y el historiador Louis de Mas Latrie asume que esto fue en el último día del asedio, cuando la ciudad cayó. En su lecho de muerte, Gualterio devolvió el casale de Altafia, que su padre había comprado a los Hospitalarios después de que su abuelo la había donado a los mismos Hospitalarios. Esta donación fue confirmada por su hermana y su sucesora, Juliana, en 1197. También fue confirmado por el rey, Guido, anterior conde de Jaffa, a quien Gualterio siempre se había opuesto.